# 汪道亨
汪道亨（1555年—1618年），字汝立，號雲陽，直隸安慶府懷寧縣匠籍徽州府婺源縣人，明朝政治人物。

## 生平
萬曆十年（1582年）壬午科應天府鄉試第六十八名，萬曆十一年（1583年）聯捷癸未科會試第二百五十一名，登三甲第二百四十八名進士。工部觀政，丁憂，十四年授南京戶部主事，十八年升员外郎，十九年升任郎中。萬曆二十年，擔任泉州府知府。二十三年升福建按察司副使，二十七年升江西右参政，二十九年丁憂，三十二年補浙江左参政，三十四年升广东按察使，三十六年升本省右布政，三十八年升陕西左布政使，三十九年十一月升应天府府尹，四十年十月升右副都御史、巡撫宣府，四十三年五月以虏封功升兵部右侍郎，加正二品服俸，仍旧巡抚。四十六年四月卒。

## 家族
曾祖汪玉珉；祖父汪子旵；父汪析。母潘氏；繼母施氏。